# NGC 514

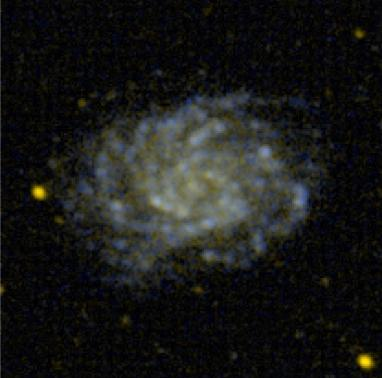
NGC 514 en ultraviolet. (GALEX)

NGC 514 est une galaxie spirale intermédiaire située dans la constellation des Poissons. NGC 514 a été découverte par l'astronome germano-britannique William Herschel en 1784.

## Caractéristiques
Sa vitesse par rapport au fond diffus cosmologique est de 2 161 ± 22 km/s, ce qui correspond à une distance de Hubble de 31,9 ± 2,3 Mpc (∼104 millions d'al).
À ce jour, 16 mesures non basées sur le décalage vers le rouge (redshift) donnent une distance de 25,669 ± 3,975 Mpc (∼83,7 millions d'al), ce qui est à l'intérieur des valeurs de la distance de Hubble.
En raison d'une brillance de surface égale à 14,31 mag/am2, on peut qualifier NGC 514 de galaxie à faible brillance de surface (LSB en anglais pour low surface brightness). Les galaxies LSB sont des galaxies diffuses (D) avec une brillance de surface inférieure de moins d'une magnitude à celle du ciel nocturne ambiant.

## Trou noir supermassif
Selon un article basé sur les mesures de luminosité de la bande K de l'infrarouge proche du bulbe de NGC 514, on obtient une valeur de 106,5 {\displaystyle M_{\odot }} (3,2 millions de masses solaires) pour le trou noir supermassif qui s'y trouve.